# IC 459
IC 459 — галактика типу C (компактна галактика) у сузір'ї Рись.
Цей об'єкт міститься в оригінальній редакції індексного каталогу.